# The Russian Woodpecker
The Russian Woodpecker (El Pájaro Carpintero Ruso) es un documental del año 2015 escrito, producido y dirigido por Chad Gracia sobre las investigaciones del artista ucraniano Fedor Alexandrovich acerca del Pájaro Carpintero Ruso, una señal de radio que se escuchó entre 1976 y 1989, y sus posibles implicaciones sobre el desastre de Chernobyl. Es una coproducción entre Reino Unido, Estados Unidos y Ucrania y obtuvo el premio a mejor documental internacional en el Festival de Sundance de 2015 y una nominación a mejor documental en los premios Independent Spirit.